# Kay Panabaker
Stephanie Kay Panabaker (Orange, Texas; 2 de mayo de 1990), más conocida como Kay Panabaker, es una exactriz estadounidense.

## Primeros años y estudios
Panabaker nació en Orange (Texas) y es hija de Donna y Harold Panabaker. Siguiendo los pasos de su hermana Danielle Panabaker, comenzó a actuar en teatros locales en varios lugares como Chicago; Filadelfia; y Atlanta. En Naperville (Illinois), Kay asistió a la Crone Middle School hasta el sexto grado, mudándose a Los Ángeles al inicio del séptimo grado.
Entre los proyectos, Kay se centra en sus estudios académicos. Se graduó de la escuela secundaria como valedictorian cuando tenía 13 años de edad y recibió su título de asociado a la edad de 15. Kay recibió dos becas académicas de Glendale Community College, donde asistió, a estudiar actuación, y en el que estaba en la lista del Decano, donde se graduó con honores. Fue aceptada en la UCLA como estudiante junior en Historia de tercer año de cuando tenía 15 años y completó su Bachillerato en las Artes (Bachelor of Arts) en Historia en la UCLA antes de que ella cumpliera 18 años.
Kay fue inspirada por un profesor de primaria que hiciera el emocionante aprendizaje, y quiere hacer lo mismo por los demás, con la esperanza de enseñar a 4.º o 5.º una vez que termine su grado de enseñanza.

## Carrera
Panabaker ha aparecido como actriz invitada en varias series de televisión. Interpretó a Alice Brand en 7th Heaven, Melissa Rue en ER, Sara en Port Charles, Carrie Bauer en The Brothers García, Ellisha en Medium, Lindsey Willows en CSI: Crime Scene Investigation, para nombrar unos pocos.
En el cine, apareció en Dead Heat como Sam LaRoche, y realizó algunos trabajos de voz en la película de Disney • Pixar, Monsters, Inc.. Su primer papel estelar se produjo cuando protagonizó la serie de la cadena de televisión The WB, Summerland como Nikki Westerly, en la temporada 2004-2005.
Panabaker tuvo un papel recurrente en la serie de Disney Channel, Phil of the Future como Debbie Berwick, una amiga de Pim Diffy (Amy Bruckner). Protagonizó la película de Disney Channel, Life Is Ruff como Emily Watson, junto a Kyle Massey y Mitchel Musso. 
En julio de 2006 protagonizó la película Disney Channel, Read It and Weep (basada en el libro How My Private Personal Journal Became a Bestseller), en la que su hermana Danielle Panabaker también participó. 
En 2006 participó en los Disney Channel Games y estuvo en el equipo rojo con Moises Arias, Anneliese van der Pol, Zac Efron, Dylan Sprouse y Shin Koyamada. 
En 2007, apareció como Georgie en la película Nancy Drew junto a Emma Roberts y Amy Bruckner.
En 2007, hizo el personaje de Amanda en la película de Lifetime Television, Custody que se estrenó en septiembre de 2007. Ella es también protagonista de Happy Campers, un piloto de ABC Family. Sus películas incluyen Moondance Alexander y A Modern Twain Story: The Prince and the Pauper con Dylan y Cole Sprouse. Panabaker actuó en la adaptación de Fame como Jenny, una actriz, la película fue estrenada en los cines el 25 de septiembre de 2009. También interpretó a la adolescente Kitty Walker en Brothers and Sisters.
Panabaker actuó recientemente en la serie dramática de ciencia ficción de ABC No Ordinary Family. Panabaker consiguió un papel en la película Cyberbully de ABC Family.
Luego de filmar Beverly Hills Chihuahua 3, Panabaker se retiró de la actuación para estudiar zoología. En 2016 comenzó a trabajar como cuidadora de animales en el Animal Kingdom de Disney.

## Filmografía
| Año  | Título                                          | Personaje              | Director         |
| ---- | ----------------------------------------------- | ---------------------- | ---------------- |
| 2001 | Monsters, Inc.                                  | Voces Adicionales      | —                |
| 2002 | Dead Heat                                       | Sam LaRoche            | Mark Malone      |
| 2007 | Moondance Alexander                             | Moondance Alexander    | Michael Damian   |
| 2007 | Nancy Drew                                      | Georgia "George" Fayne | Andrew Fleming   |
| 2007 | A Modern Twain Story: The Prince and the Pauper | Elizabeth              | James Quattrochi |
| 2009 | Fame                                            | Jenny Garrison         | Kevin Tancharoen |
| 2010 | The Lake Effect                                 | Celia                  | Tara Miele       |
| 2011 | Little Birds                                    | Alison                 | Elgin James      |
| 2012 | Beverly Hills Chihuahua 3                       | Rosa (Voz)             | Lev L. Spiro     |

| Año       | Título                            | Personaje                           | Notas                                                                   |
| --------- | --------------------------------- | ----------------------------------- | ----------------------------------------------------------------------- |
| 2002      | Port Charles                      | Sara                                | 1 episodio                                                              |
| 2002      | ER                                | Melissa Rue                         | Episodio: "The Letter"                                                  |
| 2002      | 7th Heaven                        | Alice Brand                         | Episodio: "Regarding Eric"                                              |
| 2002      | Ángel                             | La Chica                            | Episodio: "Forgiving"                                                   |
| 2003      | Ángel                             | La Chica                            | Episodio: "Habeas Corpses"                                              |
| 2003      | The Division                      | Susie Jenkins                       | Episodio: "Cold Comfort"                                                |
| 2003      | The Brothers García               | Carrie Bauer                        | Episodio: "Moving On Up"                                                |
| 2004–2005 | Summerland                        | Nikki Westerly                      | Rol principal                                                           |
| 2004–2005 | Phil of the Future                | Debbie Berwick                      | Recurrente; 13 episodios                                                |
| 2005      | Mom at Sixteen                    | Joven Macy (sin acreditar)          | Película de televisión                                                  |
| 2005      | Medium                            | Elisha                              | Episodio: "Penny for Your Thoughts"                                     |
| 2005      | Life Is Ruff                      | Emily Watson                        | Película de televisión                                                  |
| 2006      | American Dragon: Jake Long        | Cheerleader Lacey (voz)             | Episodio: "Bring It On"                                                 |
| 2006      | Disney Channel Games              | Ella misma                          | Equipo rojo                                                             |
| 2006      | Read It and Weep                  | Jamie Bartlett                      | Película de televisión                                                  |
| 2006–2011 | CSI: Crime Scene Investigation    | Lindsey Willows                     | 6 episodios                                                             |
| 2007      | The Winner                        | Vivica                              | Episodio: "Single Dates"                                                |
| 2007      | Two and a Half Men                | Sophie                              | Episodio: "Tucked, Taped and Gorgeous"                                  |
| 2007      | The Suite Life of Zack & Cody     | Amber                               | Episodio: "First Day of High School"                                    |
| 2007      | Custody                           | Amanda                              | Película de televisión                                                  |
| 2007      | Weeds                             | Amelia                              | Episodio: "He Taught Me How to Drive By"                                |
| 2007      | Boston Legal                      | Abby Holt                           | Episodio: "The Chicken and the Leg"                                     |
| 2007      | Ghost Whisperer                   | Marlo Sinclair                      | Episodio: "Bad Blood"                                                   |
| 2008      | Grey's Anatomy                    | Emma Anderson                       | Episodio: "All by Myself"                                               |
| 2009      | A Marriage                        | Maddy Gabriel                       | Película de televisión                                                  |
| 2009      | Lie to Me                         | Emily Lightman (escenas suprimidas) | Episodio: "Pilot"                                                       |
| 2009      | Mental                            | Aysnley Skoff                       | Episodio: "Manic at the Disco"                                          |
| 2010      | Brothers & Sisters                | Joven Kitty Walker                  | Episodio: "Time After Time: Part 1" Episodio: "Time After Time: Part 2" |
| 2010      | Secrets in the Walls              | Lizzie                              | Película de televisión                                                  |
| 2010–2011 | No Ordinary Family                | Daphne Nicole Powell                | Rol principal                                                           |
| 2011      | Cyberbully                        | Samantha Caldone                    | Película de televisión                                                  |
| 2011      | Law & Order: Special Victims Unit | Vicki Harris                        | Episodio: "Spiraling Down"                                              |

## Colaboraciones y otras canciones
| Año  | Artista       | Canción              | Lanzado                                                                                 |
| ---- | ------------- | -------------------- | --------------------------------------------------------------------------------------- |
| 2006 | Jordan Pruitt | «Outside Looking In» | en el álbum No Ordinary Girl y Read It and Weep (sencillo para promocionar la película) |

## Premios y nominaciones
| Año  | Premio                                      | Categoría                                                                               | Resultado | Rol                                                     |
| ---- | ------------------------------------------- | --------------------------------------------------------------------------------------- | --------- | ------------------------------------------------------- |
| 2003 | Premios Artista Joven                       | Mejor actuación en una serie de televisión dramática - Actriz joven invitada            | Nominada  | Melissa Rue en ER Por el episodio "The Letter"          |
| 2004 | Premios Artista Joven                       | Mejor actuación en una publicidad                                                       | Nominada  | Juventud Anti-Tabaquismo PSA                            |
| 2005 | Premios Artista Joven                       | Mejor actuación en una serie de televisión - Actriz joven recurrente                    | Nominada  | Debbie Berwick en Phil of the Future                    |
| 2005 | Premios Artista Joven                       | Mejor actuación en una serie de televisión (Comedia o Drama) - Actriz joven protagónica | Ganadora  | Nikki Westerly en Summerland                            |
| 2007 | Temecula Valley International Film Festival | Premio a la estrella emergente                                                          | Ganadora  | Ella misma                                              |
| 2007 | Dixie Film Festival                         | Destacado Actor/Actriz en una película                                                  | Ganadora  | Moondance Alexander en Moondance Alexander              |
| 2008 | Premios Artista Joven                       | Mejor actuación en un largometraje - Actriz joven protagónica                           | Nominada  | Moondance Alexander en Moondance Alexander              |
| 2008 | Premios Artista Joven                       | Mejor actuación en un largometraje - Elenco joven                                       | Nominada  | George en Nancy Drew Compartido con el resto del elenco |